# キングジョー (お笑いトリオ)
キングジョーは日本のお笑いトリオ。所属事務所はプロモーション・ススム。

## メンバー
- 堺たいよう（さかい たいよう、1971年6月28日 - 、宮崎県出身）本名・神戸 大洋
- 荒川政喜（あらかわ まさき、1974年8月21日 - 、東京都出身）
- 笠原直樹（かさはら なおき、1974年11月12日 - 、神奈川県出身）別名・えびす

## 概要
堺たいようは堺すすむの弟子。
三人共巨漢であり、主にそれを活かしたコントをしている。
所属事務所プロモーション・ススム主催の『TOMATO LIVE』には、毎回レギュラー出演している。
ウルトラセブンの同名の怪獣とは無関係。

## 出演
- スカパー754ch「パチンコ放浪記」
- TOMATO LIVE
- 笑いがいちばん
- 話芸笑芸
- ザ・細かすぎて伝わらないモノマネ（えびす）

## 所属
- プロモーション・ススム
- 日本喜劇人協会